# Linia kolejowa nr 699
Linia kolejowa nr 699 – jednotorowa, zelektryfikowana linia kolejowa znaczenia państwowego łącząca rozjazd nr 3 z rozjazdem nr 15 na stacji Oświęcim.
Linia umożliwia przejazd pociągów z kierunku Skawiny i Trzebini w stronę Mysłowic bez konieczności zmiany czoła pociągu.